# Ubezpieczenie (umowa)
Ubezpieczenie – umowny obowiązek dokonania świadczenia przez ubezpieczyciela na rzecz ubezpieczonego na wypadek powstania zdarzeń określonych w umowie ubezpieczeniowej, występujących w życiu, zdrowiu lub mieniu ubezpieczonego; wykonanie obowiązku ubezpieczyciel realizuje poprzez wypłatę odszkodowań lub świadczeń z funduszu tworzonego ze składek wnoszonych przez ubezpieczonych.

## Umowa ubezpieczenia
Umowa ubezpieczenia uregulowana została w Kodeksie cywilnym w tytule XXVII (art. 805-834). Przez umowę ubezpieczenia ubezpieczyciel zobowiązuje się, w zakresie działalności swego przedsiębiorstwa, spełnić określone świadczenie w razie zajścia przewidzianego w umowie wypadku, a ubezpieczający zobowiązuje się zapłacić składkę. Świadczenie ubezpieczyciela polega w szczególności na zapłacie:
1. przy ubezpieczeniu majątkowym – określonego odszkodowania za szkodę powstałą wskutek przewidzianego w umowie wypadku;
2. przy ubezpieczeniu osobowym – umówionej sumy pieniężnej, renty lub innego świadczenia w razie zajścia przewidzianego w umowie wypadku w życiu osoby ubezpieczonej[2].

Ubezpieczyciel zobowiązany jest potwierdzić zawarcie umowy dokumentem ubezpieczenia.
Ubezpieczenie ma na celu dzielenie i transfer ryzyka. Ubezpieczenie z perspektywy jednostki (osoby, przedsiębiorstwa) jest usługą finansową ubezpieczyciela, która umożliwia zastąpienie niepewnej dużej straty finansowej małym pewnym kosztem. Ubezpieczający, czyli zawierający z ubezpieczycielem umowę ubezpieczenia, wnosząc składkę ubezpieczeniową, płaci cenę za usługę ubezpieczeniową i przekazuje do zakładu ubezpieczeń ryzyko negatywnych ekonomicznych skutków wystąpienia wypadku ubezpieczeniowego (zdarzenia losowego), określonego w umowie ubezpieczeniowej. W zamian za otrzymane składki ubezpieczeniowe ubezpieczyciel, prowadzący działalność ubezpieczeniową na podstawie zezwolenia, świadczy usługę ubezpieczeniową, tzn. przyjmuje na siebie ryzyko pokrycia skutków finansowych tego zdarzenia. Ważnym elementem stosunku umownego są ogólne warunki ubezpieczenia, które stanowią załącznik do umowy.
Osoba, której mienie albo życie lub zdrowie jest przedmiotem ubezpieczenia, to ubezpieczony. Ubezpieczony i ubezpieczający może, ale nie musi, być tą samą osobą fizyczną lub prawną.
Produkty ubezpieczeniowe stanowią obszar działań zarządczych w firmach ubezpieczeniowych. Zarządzanie produktem ubezpieczeniowym obejmuje wprowadzenie oraz wycofanie produktu, kształtowanie portfela produktowego, a także pozycjonowanie rynkowe produktów. Są to trzy podstawowe decyzje, które obejmuje zarządzanie produktem ubezpieczeniowym.

## Podział ubezpieczeń
Podstawowy podział ubezpieczeń dotyczy wyodrębnienia dwóch systemów:
- ubezpieczeń społecznych (regulowane przez normy prawa publicznego),
- ubezpieczeń gospodarczych (regulowane przez normy prawa prywatnego).

Ubezpieczenia można także podzielić według czterech kryteriów:
- podmiot ubezpieczenia – np. ubezpieczenia detaliczne, korporacyjne,
- przedmiot ubezpieczenia – ubezpieczenia osobowe (związane z ryzykiem osobowym, tj. choroba, inwalidztwo, śmierć, starość) i majątkowe (związane z ryzykiem majątkowym tj. zagrożeniem dotyczącym mienia, interesu majątkowego, odpowiedzialności cywilnej),
- długość stosunku ubezpieczenia – ubezpieczenia krótko- i długoterminowe,
- stopień swobody w zakresie nawiązywania stosunku ubezpieczeń – ubezpieczenia obowiązkowe (tj. ubezpieczenie odpowiedzialności cywilnej posiadaczy pojazdów mechanicznych, ubezpieczenie odpowiedzialności cywilnej rolników, ubezpieczenie budynków rolniczych) i dobrowolne.

Według załącznika do ustawy z dnia 11 września 2015 r. o działalności ubezpieczeniowej i reasekuracyjnej (Dz.U. z 2024 r. poz. 838) wyróżnia się następujący podział ryzyka na działy, grupy i rodzaje ubezpieczeń:
- dział I – ubezpieczenia na życie,
- dział II – pozostałe ubezpieczenia osobowe oraz ubezpieczenia majątkowe.

W ramach ubezpieczeń na życie wyróżnia się pięć grup:
- grupa 1 – ubezpieczenia na życie (np. terminowe, na życie i dożycie, na całe życie),
- grupa 2 – ubezpieczenia posagowe, zaopatrzenia dzieci,
- grupa 3 – ubezpieczenia związane z ubezpieczeniowym funduszem kapitałowym,
- grupa 4 – ubezpieczenia rentowe,
- grupa 5 – ubezpieczenia wypadkowe i chorobowe będące uzupełnieniem wcześniej wymienionych grup.

W ramach pozostałych ubezpieczeń osobowych i majątkowych wyróżnia się m.in.:
- grupa 1 – ubezpieczenia wypadku, w tym wypadku przy pracy i choroby zawodowej,
- grupa 2 – ubezpieczenia choroby,
- grupa 3 – ubezpieczenia casco pojazdów lądowych, z wyjątkiem pojazdów szynowych,
- grupa 4 – ubezpieczenia casco pojazdów szynowych,
- grupa 5 – ubezpieczenia casco statków powietrznych,
- grupa 6 – ubezpieczenia żeglugi morskiej i śródlądowej oraz casco statków żeglugi morskiej i śródlądowej,
- grupa 7 – ubezpieczenia przedmiotów w transporcie,
- grupa 8 – ubezpieczenia szkód spowodowanych żywiołami,
- grupa 9 – ubezpieczenia pozostałych szkód rzeczowych nie ujętych w grupach 3, 4, 5, 6 lub 7 wywołanych przez grad lub mróz oraz inne przyczyny nieujęte w grupie 8,
- grupa 10 – ubezpieczenia odpowiedzialności cywilnej wszelkiego rodzaju, wynikające z posiadania i użytkowania pojazdów lądowych z napędem własnym łącznie z ubezpieczeniami odpowiedzialności przewoźnika,
- grupa 11 – ubezpieczenia odpowiedzialności cywilnej wszelkiego rodzaju, wynikające z posiadania i użytkowania statków powietrznych łącznie z ubezpieczeniami odpowiedzialności przewoźnika,
- grupa 12 – ubezpieczenia odpowiedzialności cywilnej za żeglugę morską śródlądową wynikającej z posiadania i użytkowania statków żeglugi śródlądowej i statków morskich, łącznie z ubezpieczeniami odpowiedzialności przewoźnika,
- grupa 13 – ubezpieczenia odpowiedzialności cywilnej nieujęte w grupach 10-12,
- grupa 14 – ubezpieczenia kredytu,
- grupa 15 – gwarancje ubezpieczeniowe,
- grupa 16 – ubezpieczenia ryzyk finansowych,
- grupa 17 – ubezpieczenia ochrony prawnej,
- grupa 18 – ubezpieczenia świadczenia pomocy.

Identyczny podział przewidywała ustawa z dnia 22 maja 2003 r. o działalności ubezpieczeniowej (Dz.U. z 2015 r. poz. 1206, z późn. zm.).
Jeszcze wcześniejszy akt prawny, ustawa z 28 lipca 1990 roku o działalności ubezpieczeniowej, wprowadzała również podział ubezpieczeń (gospodarczych) na:
- dobrowolne, np. ubezpieczenia mieszkań, ubezpieczenia komunikacyjne AC, ubezpieczenia na życie itp.
- obowiązkowe, np. ubezpieczenie OC posiadaczy pojazdów mechanicznych (zwane powszechnie OC komunikacyjnym), ubezpieczenie OC rolników, ubezpieczenie budynków rolniczych, ubezpieczenia OC grup zawodowych.

Jest to podział, który jest istotny dla konsumentów finansowych ze względu na występujący obowiązek zawarcia umowy ubezpieczenia w określonych przypadkach.
Ubezpieczyciele nie mogą wykonywać jednocześnie działalności w I i II dziale ubezpieczeń (stąd „pary” spółek życiowych i majątkowych). Zezwolenie na prowadzenie działalności ubezpieczeniowej wydawane jest w zakresie jednej lub więcej grup ubezpieczeń. Jeżeli ubezpieczyciel zaprzestał wykonywania działalności ubezpieczeniowej lub zawierania umów ubezpieczenia w jakiejś grupie ubezpieczeń, na którą posiada zezwolenie, zobowiązany jest o tym powiadomić organ nadzoru.

## Polska prasa ubezpieczeniowa
- Dziennik Ubezpieczeniowy
- Miesięcznik Ubezpieczeniowy
- Gazeta Ubezpieczeniowa
- Wiadomości Ubezpieczeniowe
- Prawo Asekuracyjne